# 瓜拉廷格塔

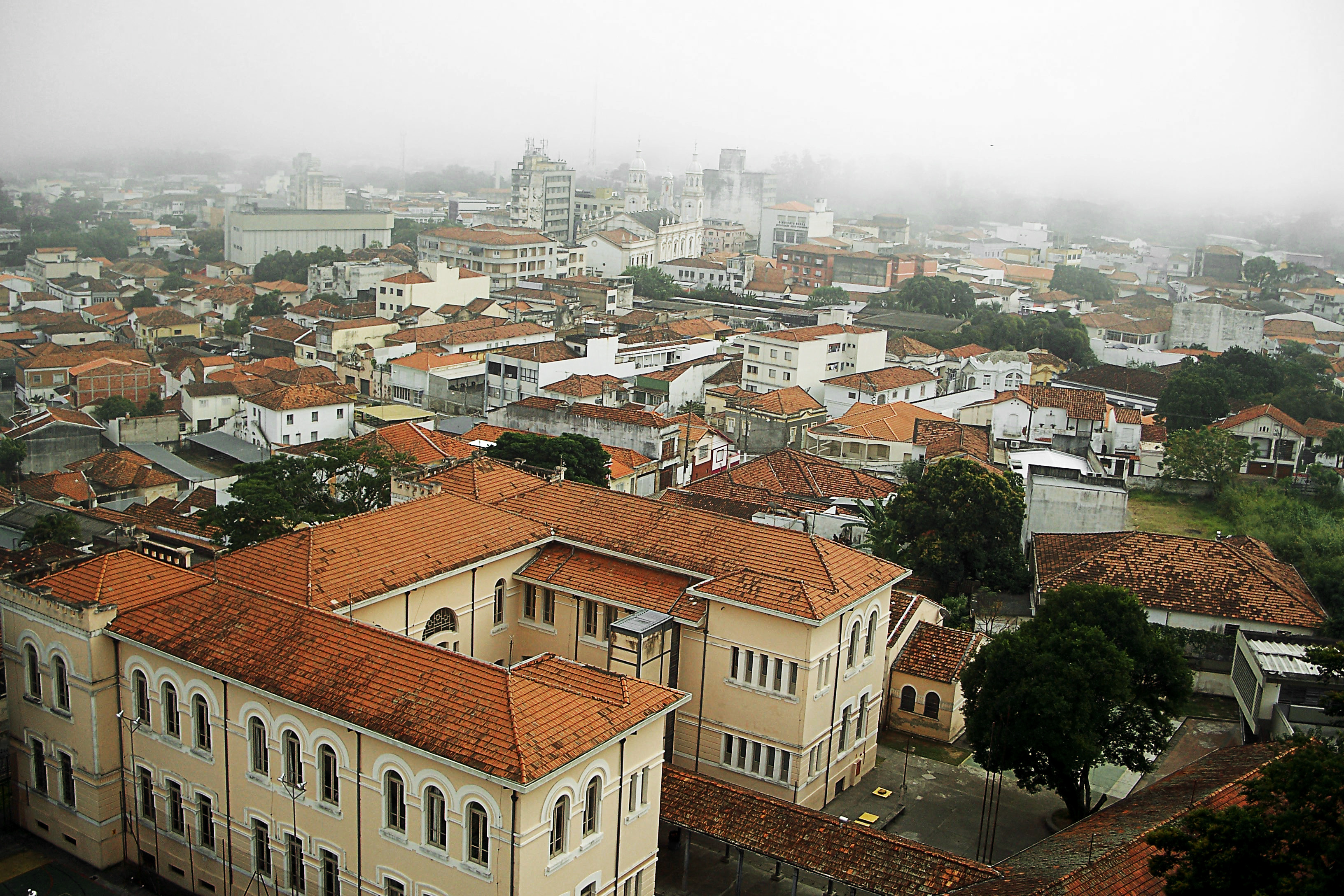
瓜拉廷格塔

瓜拉廷格塔（葡萄牙语：Guaratinguetá）是巴西的城鎮，位於該國南部，由聖保羅州負責管轄，始建於1630年6月13日，面積751平方公里，海拔高度530米，2014年人口118,378，人口密度每平方公里157.53人。
22°49′0″S 45°13′40″W / 22.81667°S 45.22778°W